# Zoro (banda)
Zoro (ゾロ?), es una banda dentro de la escena de Visual kei formada en 2007 bajo el sello discográfico Danger Crue Records.

## Biografía
En este momento, es un dúo de la ciudad de Tokio, Japón. Después de que la banda anterior de Ryuuji y Tatsuhi llamada Soroban (そろばん) se separara, comenzaron junto con Taizo (ex-マウス) un nuevo proyecto que fue revelado en marzo del 2007, aunque de forma no oficial comenzaron en enero de ese mismo año. Su primera presentación en vivo fue el 5 de marzo de 2007. Actualmente, está bajo el sub-sello MAVERICK D.C. Group que pertenece a Danger Crue/Sky Crue records. El 11 de junio se une oficialmente Yuuya (ex-Baterista de そろばん, banda anterior de Ryuuji y Tatsuhi). Sin embargo, en un one-man en Shibuya C.C.Lemon Hall, el 28 de diciembre de 2010 la banda anuncia un indefinido hiatus, a raíz de que el baterista Yuuya y el guitarrista Taizo anunciaran que dejarían la banda. El futuro de ZORO -Mikoto Gahou Akazaya- es por ahora incierto, pero el vocalista Ryuuji y el bajista Tatsuhi han decidido continuar en el mundo musical.
Hasta la fecha la banda ha lanzado dos álbumes, un mini-álbum, cuatro maxi-singles y han aparecido en una compilación de varios artistas con su primera canción oficial. También lanzaron una colección de tres PVs con canciones inéditas. El segundo álbum de la banda (CORE) fue lanzado en Europa a través de GAN-SHIN Records el 5 de marzo de 2010.
De forma excepcional, la banda posee un alter-ego llamado -Mikoto Gahou Akazaya- correspondiente a los integrantes con un look más agresivo (trajes negros con corbatas rojas).
Aunque el estilo de Zoro ha cambiado a lo largo de años, su música se podría describir como pop/rock con elementos electrónicos. Su primer mini-álbum, APOLLO, se compone principalmente de Pop/Rock con un toque Funk. Luego, en su siguiente single, ocurre algo parecido pero agregando un matiz más complicado. 
De 2008-2009 Zoro comenzó a difundir una variedad más notoria en su música, como se puede notar en sus álbumes de estudio donde confluyen diferentes intenciones y sonidos caracterizando a Zoro como una de las bandas jóvenes con más futuro. En el año 2010, la música de ゾロ fue muy experimental, compuesta por elementos electrónicos, efectos de sonido y voces distorsionadas.

## Discografía
- Apolo (2007.08.29) [ Mini-Álbum ]
- Los Technology (2008.03.05) [ Single ]
- COSMOO -Stainless Music- (2008.08.20) [ Álbum ]
- COSMO -Stainless Music- (Regular Edition) (2008.08.20) [ Álbum ]
- Player (2009.03.18) [ Single ]
- Player (2009.03.18) [ Single ]
- Core (Regular Edition) (2009.09.09) [ Álbum ]
- GOLD CARD (2010.03.03) [ Maxi-Single ]
- HOUSE・OF・MADPEAK (Regular Edition) (2010.08.11) [ Maxi-Single ]
- GIGA (2010.12.01) [ Álbum ]
- POLIS (21.09.2011)[Maxi-Single]

## Videos
PVs
| Título                            | Lanzamiento    | Sello               | tipo |
| --------------------------------- | -------------- | ------------------- | ---- |
| DYNAMITE FLABOR                   | May 27th, 2007 | DANGER CRUE RECORDS | PV   |
| Latency Snow レイテンシー・スノウ | May 27th, 2011 | DANGER CRUE RECORDS | PV   |
| timeland                          | May 27th, 2009 | DANGER CRUE RECORDS | PV   |
| Pink                              | ??             | DANGER CRUE RECORDS | PV   |
| HOUSE・OF・MADPEAK                | Aug 11th, 2010 | DANGER CRUE RECORDS | PV   |
| Police                            | 21-09-2011     | DANGER CRUE RECORDS | PV   |

## Miembros
- Vo: 龍寺 (Ryuuji) (Ｐｒｉｍｒｏｓｅ → そろばん → ゾロ)
- Ba: たつひ (Tatsuhi) (Ｐｒｉｍｒｏｓｅ → そろばん → ゾロ)

ex-Miembros:
- Gu: タイゾ (Taizo) (マウス (as TaizO) → ゾロ → Kra )
- Dr: 裕哉 (Yuuya) (Ｐｒｉｍｒｏｓｅ → そろばん → ゾロ → )